# Campeonato de Primera División 1997-98 (Argentina)
El Campeonato de Primera División 1997-98 fue la sexagésima octava temporada de la era profesional de la Primera División del fútbol argentino. Se dividió en dos fases, el Torneo Apertura 1997 y el Torneo Clausura 1998, cada una con su respectivo campeón. Comenzó el 22 de agosto de 1997 y acabó el 8 de junio de 1998.
Los nuevos participantes fueron los dos equipos ascendidos de la Primera B Nacional 1996-97: Argentinos Juniors, que regresó a la categoría luego de un año en la segunda división; y Gimnasia y Tiro de Salta, que volvió a participar después de tres temporadas.
Los campeones de cada torneo clasificaron a la Copa Libertadores 1999, mientras que otros dos equipos clasificaron a la Copa Conmebol 1998. Por otro lado, tras la finalización de la temporada, se produjeron dos descensos por el sistema de promedios a la Primera B Nacional.
Este certamen marcó la implementación, a partir de la tercera fecha del Torneo Apertura, de la numeración fija de los jugadores, mantenida a lo largo de todo el campeonato.

## Ascensos y descensos
| Pos.      | Equipos ascendidos de la B Nacional 1996-97 |
| --------- | ------------------------------------------- |
| 1.º       | Argentinos Juniors                          |
| Gan. Red. | Gimnasia y Tiro (S)                         |

| Prom. | Equipos descendidos en la temporada 1996-97 |
| ----- | ------------------------------------------- |
| 19.º  | Huracán Corrientes                          |
| 20.º  | Banfield                                    |

## Sistema de disputa
Cada fase del campeonato fue un torneo independiente, llamados respectivamente Apertura y Clausura. Se jugaron en una sola rueda de todos contra todos, siendo la segunda las revanchas de la primera, y tuvieron su propio campeón.

## Equipos
| Equipo             | Ciudad        | Estadio                            |
| ------------------ | ------------- | ---------------------------------- |
| Argentinos Juniors | Buenos Aires  | Arquitecto Ricardo Etcheverri      |
| Boca Juniors       | Buenos Aires  | Alberto J. Armando                 |
| Colón              | Santa Fe      | Brigadier General Estanislao López |
| Deportivo Español  | Buenos Aires  | Nueva España                       |
| Estudiantes        | La Plata      | Jorge Luis Hirschi                 |
| Ferro Carril Oeste | Buenos Aires  | Arquitecto Ricardo Etcheverri      |
| Gimnasia y Esgrima | Jujuy         | 23 de Agosto                       |
| Gimnasia y Esgrima | La Plata      | Juan Carmelo Zerillo               |
| Gimnasia y Tiro    | Salta         | Gigante del Norte                  |
| Huracán            | Buenos Aires  | Tomás Adolfo Ducó                  |
| Independiente      | Avellaneda    | La Doble Visera                    |
| Lanús              | Lanús         | Ciudad de Lanús                    |
| Newell's Old Boys  | Rosario       | Coloso del Parque                  |
| Platense           | Vicente López | Ciudad de Vicente López            |
| Racing Club        | Avellaneda    | Presidente Perón                   |
| River Plate        | Buenos Aires  | Antonio Vespucio Liberti           |
| Rosario Central    | Rosario       | Gigante de Arroyito                |
| San Lorenzo        | Buenos Aires  | Pedro Bidegain                     |
| Unión              | Santa Fe      | 15 de Abril                        |
| Vélez Sarsfield    | Buenos Aires  | José Amalfitani                    |

### Distribución geográfica de los equipos
| Región                 | Cant. | Equipos |
| ---------------------- | ----- | --- |
| Ciudad de Buenos Aires | 8     | Argentinos Juniors, Boca Juniors, Deportivo Español, Ferro Carril Oeste, Huracán, River Plate, San Lorenzo y Vélez Sarsfield |
| Conurbano bonaerense   | 4     | Independiente, Lanús, Platense y Racing Club                                                                                 |
| Provincia de Santa Fe  | 4     | Colón, Newell's Old Boys, Rosario Central y Unión                                                                            |
| Ciudad de La Plata     | 2     | Estudiantes y Gimnasia y Esgrima de La Plata                                                                                 |
| Provincia de Jujuy     | 1     | Gimnasia y Esgrima de Jujuy                                                                                                  |
| Provincia de Salta     | 1     | Gimnasia y Tiro de Salta |

## Torneo Apertura

### Tabla de posiciones final
| Pos. | Equipo                  | Pts. | PJ | PG | PE | PP | GF | GC | Dif. |
| ---- | ----------------------- | ---- | -- | -- | -- | -- | -- | -- | ---- |
| 01.º | River Plate             | 45   | 19 | 14 | 3  | 2  | 43 | 17 | 26   |
| 02.º | Boca Juniors            | 44   | 19 | 13 | 5  | 1  | 35 | 12 | 23   |
| 03.º | Rosario Central         | 35   | 19 | 10 | 5  | 4  | 35 | 20 | 15   |
| 04.º | Vélez Sarsfield         | 32   | 19 | 8  | 8  | 3  | 42 | 23 | 19   |
| 05.º | San Lorenzo             | 32   | 19 | 9  | 5  | 5  | 42 | 32 | 10   |
| 06.º | Gimnasia y Esgrima (LP) | 32   | 19 | 9  | 5  | 5  | 33 | 27 | 6    |
| 07.º | Independiente           | 30   | 19 | 9  | 3  | 7  | 29 | 31 | −2   |
| 08.º | Argentinos Juniors      | 29   | 19 | 9  | 2  | 8  | 24 | 25 | −1   |
| 09.º | Platense                | 28   | 19 | 7  | 7  | 5  | 25 | 26 | −1   |
| 10.º | Estudiantes (LP)        | 26   | 19 | 7  | 5  | 7  | 25 | 24 | 1    |
| 11.º | Lanús                   | 25   | 19 | 7  | 4  | 8  | 29 | 30 | −1   |
| 12.º | Ferro Carril Oeste      | 24   | 19 | 6  | 6  | 7  | 33 | 32 | 1    |
| 13.º | Racing Club             | 21   | 19 | 5  | 6  | 8  | 24 | 28 | −4   |
| 14.º | Gimnasia y Esgrima (J)  | 20   | 19 | 5  | 5  | 9  | 25 | 28 | −3   |
| 15.º | Colón                   | 20   | 19 | 5  | 5  | 9  | 23 | 33 | −10  |
| 16.º | Unión                   | 20   | 19 | 5  | 5  | 9  | 25 | 43 | −18  |
| 17.º | Deportivo Español       | 17   | 19 | 4  | 5  | 10 | 26 | 43 | −17  |
| 18.º | Newell's Old Boys       | 14   | 19 | 3  | 5  | 11 | 22 | 38 | −16  |
| 19.º | Huracán                 | 12   | 19 | 3  | 3  | 13 | 20 | 32 | −12  |
| 20.º | Gimnasia y Tiro (S)     | 12   | 19 | 2  | 6  | 11 | 14 | 30 | −16  |

|  | Campeón. Clasificó a la Copa Libertadores 1999. |

|  |

## Torneo Clausura

### Tabla de posiciones final
| Pos. | Equipo                  | Pts. | PJ | PG | PE | PP | GF | GC | Dif. |
| ---- | ----------------------- | ---- | -- | -- | -- | -- | -- | -- | ---- |
| 01.º | Vélez Sarsfield         | 46   | 19 | 14 | 4  | 1  | 39 | 14 | 25   |
| 02.º | Lanús                   | 40   | 19 | 11 | 7  | 1  | 43 | 22 | 21   |
| 03.º | Gimnasia y Esgrima (LP) | 37   | 19 | 11 | 4  | 4  | 42 | 24 | 18   |
| 04.º | Gimnasia y Esgrima (J)  | 32   | 19 | 9  | 5  | 5  | 23 | 20 | 3    |
| 05.º | San Lorenzo             | 30   | 19 | 9  | 3  | 7  | 36 | 27 | 9    |
| 06.º | Boca Juniors            | 29   | 19 | 8  | 5  | 6  | 38 | 30 | 8    |
| 07.º | River Plate             | 29   | 19 | 7  | 8  | 4  | 32 | 24 | 8    |
| 08.º | Argentinos Juniors      | 28   | 19 | 7  | 7  | 5  | 26 | 17 | 9    |
| 09.º | Newell's Old Boys       | 28   | 19 | 7  | 7  | 5  | 26 | 22 | 4    |
| 10.º | Independiente           | 26   | 19 | 7  | 5  | 7  | 26 | 28 | −2   |
| 11.º | Ferro Carril Oeste      | 25   | 19 | 6  | 7  | 6  | 32 | 34 | −2   |
| 12.º | Estudiantes (LP)        | 23   | 19 | 6  | 5  | 8  | 16 | 24 | −8   |
| 13.º | Rosario Central         | 22   | 19 | 5  | 7  | 7  | 23 | 28 | −5   |
| 14.º | Platense                | 21   | 19 | 4  | 9  | 6  | 26 | 27 | −1   |
| 15.º | Racing Club             | 20   | 19 | 5  | 5  | 9  | 15 | 19 | −4   |
| 16.º | Colón                   | 18   | 19 | 4  | 6  | 9  | 23 | 36 | −13  |
| 17.º | Gimnasia y Tiro (S)     | 16   | 19 | 4  | 4  | 11 | 17 | 34 | −17  |
| 18.º | Huracán                 | 15   | 19 | 3  | 6  | 10 | 18 | 34 | −16  |
| 19.º | Unión                   | 13   | 19 | 2  | 7  | 10 | 19 | 33 | −14  |
| 20.º | Deportivo Español       | 13   | 19 | 2  | 7  | 10 | 21 | 44 | −23  |

|  | Campeón. Clasificó a la Copa Libertadores 1999. |

|  |

## Tabla de posiciones final del campeonato
Esta tabla fue utilizada como clasificatoria para la Copa Conmebol 1998.
Argentina tuvo 2 cupos en la competición, que le correspondieron a los 2 equipos mejor ubicados en esta tabla que no estuvieran ni invitados a la Copa Mercosur 1998, ni clasificados a la Copa Libertadores 1999.
| Pos. | Equipo                  | Pts. | PJ | PG | PE | PP | GF | GC | Dif. |
| ---- | ----------------------- | ---- | -- | -- | -- | -- | -- | -- | ---- |
| 01.º | Vélez Sarsfield         | 78   | 38 | 22 | 12 | 4  | 81 | 37 | 44   |
| 02.º | River Plate             | 74   | 38 | 21 | 11 | 6  | 75 | 41 | 34   |
| 03.º | Boca Juniors            | 73   | 38 | 21 | 10 | 7  | 73 | 42 | 31   |
| 04.º | Gimnasia y Esgrima (LP) | 69   | 38 | 20 | 9  | 9  | 75 | 51 | 24   |
| 05.º | Lanús                   | 65   | 38 | 18 | 11 | 9  | 72 | 52 | 20   |
| 06.º | San Lorenzo             | 62   | 38 | 18 | 8  | 12 | 78 | 59 | 19   |
| 07.º | Rosario Central         | 57   | 38 | 15 | 12 | 11 | 58 | 48 | 10   |
| 08.º | Argentinos Juniors      | 57   | 38 | 16 | 9  | 13 | 50 | 42 | 8    |
| 09.º | Independiente           | 56   | 38 | 16 | 8  | 14 | 55 | 59 | −4   |
| 10.º | Gimnasia y Esgrima (J)  | 52   | 38 | 14 | 10 | 14 | 48 | 48 | 0    |
| 11.º | Ferro Carril Oeste      | 49   | 38 | 12 | 13 | 13 | 65 | 66 | −1   |
| 12.º | Platense                | 49   | 38 | 11 | 16 | 11 | 51 | 53 | −2   |
| 13.º | Estudiantes (LP)        | 49   | 38 | 13 | 10 | 15 | 41 | 48 | −7   |
| 14.º | Newell's Old Boys       | 42   | 38 | 10 | 12 | 16 | 48 | 60 | −12  |
| 15.º | Racing Club             | 41   | 38 | 10 | 11 | 17 | 39 | 47 | −8   |
| 16.º | Colón                   | 38   | 38 | 9  | 11 | 18 | 46 | 69 | −23  |
| 17.º | Unión                   | 33   | 38 | 7  | 12 | 19 | 44 | 76 | −32  |
| 18.º | Deportivo Español       | 30   | 38 | 6  | 12 | 20 | 47 | 87 | −40  |
| 19.º | Gimnasia y Tiro (S)     | 28   | 38 | 6  | 10 | 22 | 31 | 64 | −33  |
| 20.º | Huracán                 | 27   | 38 | 6  | 9  | 23 | 38 | 66 | −28  |

|  | Clasificados a la Copa Conmebol 1998. |

| 1. 2. 3. |

## Tabla de descenso
A partir de esta temporada, la tabla de descensos se confeccionó para cada equipo con 3 puntos por partido ganado.
| Pos. | Equipo                  | Promedio | 1995-96 | 1996-97 | 1997-98 | Total | PJ  |
| ---- | ----------------------- | -------- | ------- | ------- | ------- | ----- | --- |
| 01.º | Vélez Sarsfield         | 1,877    | 81      | 55      | 78      | 214   | 114 |
| 02.º | River Plate             | 1,850    | 50      | 87      | 74      | 211   | 114 |
| 03.º | Lanús                   | 1,701    | 69      | 61      | 65      | 195   | 114 |
| 04.º | Boca Juniors            | 1,675    | 68      | 50      | 73      | 191   | 114 |
| 05.º | Gimnasia y Esgrima (LP) | 1,570    | 60      | 50      | 69      | 179   | 114 |
| 06.º | Argentinos Juniors      | 1,500    | –       | –       | 57      | 57    | 38  |
| 07.º | Independiente           | 1,500    | 44      | 71      | 56      | 171   | 114 |
| 08.º | San Lorenzo             | 1,464    | 49      | 56      | 62      | 167   | 114 |
| 09.º | Racing Club             | 1,438    | 64      | 59      | 41      | 164   | 114 |
| 10.º | Rosario Central         | 1,403    | 54      | 49      | 57      | 160   | 114 |
| 11.º | Estudiantes (LP)        | 1,333    | 59      | 44      | 49      | 152   | 114 |
| 12.º | Colón                   | 1,280    | 47      | 61      | 38      | 146   | 114 |
| 13.º | Newell's Old Boys       | 1,280    | 43      | 61      | 42      | 146   | 114 |
| 14.º | Gimnasia y Esgrima (J)  | 1,228    | 49      | 39      | 52      | 140   | 114 |
| 15.º | Platense                | 1,228    | 44      | 47      | 49      | 140   | 114 |
| 16.º | Ferro Carril Oeste      | 1,210    | 43      | 46      | 49      | 138   | 114 |
| 17.º | Huracán                 | 1,105    | 61      | 38      | 27      | 126   | 114 |
| 18.º | Unión                   | 1,013    | –       | 44      | 33      | 77    | 76  |
| 19.º | Deportivo Español       | 0,921    | 40      | 35      | 30      | 105   | 114 |
| 20.º | Gimnasia y Tiro (S)     | 0,736    | –       | –       | 28      | 28    | 38  |

|  | Descendieron a la Primera B Nacional. |

## Descensos y ascensos
Al finalizar el campeonato, Deportivo Español y Gimnasia y Tiro de Salta descendieron a la Primera B Nacional, siendo reemplazados por Talleres y Belgrano, ambos de la ciudad de Córdoba, para la temporada 1998-99.